# Cryptoblepharus carnabyi
Cryptoblepharus carnabyi är en ödleart som beskrevs av  Storr 1976. Cryptoblepharus carnabyi ingår i släktet Cryptoblepharus och familjen skinkar. Inga underarter finns listade i Catalogue of Life.